# Step
Step是一個開源的二維物理引擎，KDE教育計劃的一分子。

## 歷史
此程式是由 Vladimir Kuznetsov 開發並在 2007年2月介紹。和 KDE 4.1 一起發布。

## 描述
Step為國際標準（ISO 10303）3D模型規範，基於用戶放置的物體和施力。物體範圍從微小的粒子，到巨大的多邊形，每個物體都有其獨特的屬性會影響的模擬結果，如質量和速度 ，和其推導如動能 。施力可以是直接由用戶或增加重力、庫侖力或其他影響產生。Step允許模擬後恢復，使用戶可以修改物體和施力，看看如何影響到結果的模擬。 所有物體和施力也可以進行實時修改。